# S Arae
Désignations
S Arae est une étoile variable pulsante de type RR Lyrae de la constellation de l'Autel. Elle a une magnitude apparente qui varie entre 9,92 et 11,24 pendant sa période de pulsation de 10,85 heures,, et elle présente l'effet Blazhko (en).